# Bonetesmus soileauae
Bonetesmus soileauae är en mångfotingart som beskrevs av Shear 1982. Bonetesmus soileauae ingår i släktet Bonetesmus och familjen Sphaeriodesmidae. Inga underarter finns listade i Catalogue of Life.